# Zikmund z Vranova
Zikmund z Vranova, či z Vraného, nebo ze Žehrovic (? – 30. května 1434?) byl husitský válečník a od přelomu let 1433–4 nejvyšší hejtman táborské obce polem pracující.
V roce 1425 dobyla táborská vojska Jana Roháče z Dubé město Slaný, patřící do té doby pod pražský svaz. Roku 1427 je jako hejtman města zmiňován Oldřich Foréř, ale již před 1. dubnem 1428 byl hejtmanem Zikmund z Vranova.
Od začátku roku 1428 se účastnil, jako pobočník vojenského velitele táborského vojska Jana z Bukoviny, společné rejsy českých a moravských husitů do Slezska, která vyvrcholila 18. března bitvou u Nisy.V lednu následujícího roku byl zvolen za rozhodčího ve sporu Starého a Nového Města pražského.
29. září 1433 se účastnil v ležení před Plzní sesazení Prokopa Holého. Nejvyšším táborským hejtmanem byl zvolen Václav Tvaroh, ale ještě před 8. lednem 1434 (ale spíše před 23. prosincem 1433) ho ve funkci vystřídal právě Zikmund z Vranova. V březnu 1434 se radikální bratrstva před Plzní rozhodla vyslat do Norimberku reprezentativní delegaci na přímá jednání s císařem Zikmundem. Na místo měli vyslanci dorazit 11. dubna. Jednání se měl zúčastnit Zikmund z Vranova jako nejvyšší táborský hejtman, Jan Čapek ze Sán jako nejvyšší hejtman sirotčí polní obce, Ondřej Keřský z Řimovic, Svojše ze Zahrádky, velitel sirotčích měst Jan Kralovec z Hrádku a za náboženskou obec kněz Prokůpek. Ovšem 30. března se podařilo žoldnéřům Přibíka z Klenové prorazit blokádu Plzně a zásobit město potravinami. V situaci, kdy byl bezprostřední pád města odvrácen, neviděli vyslanci polních bratrstev v jednání se Zikmundem žádný smysl a ze započaté cesty se zase vrátili zpět. Zikmund z Vranova velel 30. května 1434 táborskému vojsku v bitvě u Lipan. Po bitvě není na seznamu zajatců, a také další prameny o něm mlčí, takže se předpokládá, že v bitvě padl.